# Gromada Baranowice
Die Gromada Baranowice war eine Verwaltungseinheit in der Volksrepublik Polen zwischen 1954 und 1972. Verwaltet wurde die Gromada vom Gromadzka Rada Narodowa dessen Sitz in Baranowice befand und aus 21 Mitgliedern bestand.

Die Gromada Baranowice gehörte zum Powiat Rybnicki in der Woiwodschaft Katowice (damals Stalinogród) und bestand aus den ehemaligen Gromadas Baranowice, Kleszczów und Osinyaus der aufgelösten Gmina Żory.

Die Gromada bestand bis 31. Dezember 1972 und wurde dann Teil der Gmina Baranowice.